# Koleada
Koleada sau Koliada este o zeitate din mitologia rusă și slavă, o personificare a copilului Soare nou-născut în timpul iernii și întruchipează ciclul de Anul Nou. Koliada este o sărbătoare populară slavă pre-creștină, un ritual/festival de iarnă care ulterior a fost preluat de creștini și sărbătorit din Ajunul Crăciunului până la Bobotează. Koledarii sunt colindătorii din această perioadă.

## Legături externe
- Koliada // Russian mythological calendar